# Parco Trentani
Il Parco Trentani è una riserva regionale, situata al chilometro 21 della Nomentana, in provincia di Roma. Fa parte della Riserva Naturale di Nomentum, questa suddivisione si trova tra Mentana e Fonte Nuova ed è composto da colline alternati a valloni a profonda scarpata, alcuni dei quali sono percorsi da limitati corsi d'acqua affluenti, diretti o indiretti del Tevere (la Nomentana si trova sulla sinclinale che funge da spartiacque fra il Tevere e l'Aniene).

## Descrizione
Sono stati effettuati degli scavi che hanno portato alla luce reperti del IV a.C. riconducibili al centro latino-sabino di Nomentum (l'odierna Casali), tra cui ville rustiche di epoca romana raggiungibili da traverse della Nomentana (ma erano collegate anche con Vallericca, zona di Monterotondo), ville site perlopiù nel fosso eponimo del parco e nella collina SE (Villa delle Pianelle). Sono presenti anche tracce di occupazione che datano del Bronzo antico (2300 a.C.).
Davanti all'ingresso principale vi sono una casa (forse del custode del parco) ed un ex mattatoio, sorto verosimilmente su dei ruderi di una basilica sorta a sua volta su delle tombe riconducibili a Primo e Feliciano, martirizzati nell'epoca di Diocleziano e Massimiano. In epoca posteriore i corpi furono traslati a Roma. La flora e la fauna sono le medesime della Riserva Naturale di Nomentum.